# Santa Rosa del Mbutuy
Santa Rosa del Mbutuy es un distrito paraguayo del Departamento de Caaguazú. Se encuentra a 190 km de Asunción. Se accede a través de la Ruta PY02 hasta Coronel Oviedo, tomando luego la Ruta PY08 en sentido norte. Los habitantes se dedican preferentemente a la ganadería y a la agricultura, especialmente en el rubro del algodón, maíz y madera.

## Toponimia
Primeramente fue denominado "Doctor Juan Ramón Chávez" más tarde, debido a que la patrona de la zona era Santa Rosa de Lima, se llamó "Santa Rosa"; y luego, como el lugar se identificaba por el arroyo Mbutuy que lo cruza, quedó definitivamente como "Santa Rosa del Mbutuy".

## Historia
Antiguamente el lugar llamado Caraguatayí, el motivo del nombre, se indujo, a los primeros pobladores provenientes de Caraguatay. Fue fundado en 1945 por Eric Roy Murria, procedente de la ciudad de Nueva Londres. Se elevó a la categoría de distrito el 8 de diciembre de 1976.

## Geografía
Situado en el extremo noroeste del Departamento de Caaguazú, sus 298 km² están cubiertos por grandes llanuras, utilizadas por los pobladores de la zona para la dedicación a la producción agrícola-ganadera. Compañías: Santa Rosa centro ( barrio 13 de mayo, barrios Las Mercedes y el nuevo barrio hipódromo), Cruce Mbutuy, San Agustín, Ñati´ury Guazu, Potrero Jardín, Mondori, Invernada, Guardia Kué, Costa Alegre, Siete Cabrilla, Mbutuy-mi, Hugua Verde, Hugua Poi, Potrerito, Ñati'urymí, Umbu Kua, Paraguari, Calle 20, Calle 40, Joyvy, San José Obrero, Añaretangue. 
Las tierras del distrito son bañadas por afluentes del arroyo Mbutuy, el arroyo Porá, Ñatiury-mi, Ñatiury-guasu y el arroyo Paso. Limita al norte con el Departamento de San Pedro; al sur con Simón Bolívar, separado por el arroyo Mbutuy; al este con San Joaquín, separado por la cordillera del mismo nombre; y al oeste con el Departamento de San Pedro y Simón Bolívar, separado por el arroyo Porá.

## Clima
En este distrito predomina el clima templado: caen abundantes lluvias. Su temperatura máxima asciende a 38 °C en verano, y baja hasta cerca de 0 °C en invierno. Debido a su clima se caracteriza como una de las mejores zonas para la agricultura.

## Economía
La ciudad es un importante centro de actividad ganadera que incluye la producción: vacuno equino, ovino y porcino. En agricultura, en el distrito existen cultivos de algodón, maíz, poroto, yerba mate,caña de azúcar, mandioca, cultivos de horticultura.
De acuerdo a informaciones proveídos por Senacsa, este distrito cuenta con establecimientos ganaderos habilitados para realizar exportación de carne a Taiwán, y que son como sigue: la de Carla María; Cabayu Ra`y; San Esteban, Curuzú; Panambi, entre otros.

## Infraestructuras
Se accede a este distrito por la Ruta PY08, que lo comunica con Santaní al norte, y Coronel Oviedo al sur, donde empalma con la Ruta PY02. Dentro de su casco urbano posee calles pavimentadas, otras empedradas, enripiadas y terraplenadas que facilitan el desplazamiento de las personas y vehículos dentro del distrito. 
Así también con medios de transporte público con todas las comodidades modernas que hacen recorridos urbanos, interurbanos y nacionales, cuenta con los servicios de los periódicos que llegan de la capital del país. Posee un aeropuerto para naves pequeñas, que facilitan el traslado por vía aérea.

## Cultura
La fiesta patronal del distrito de Santa Rosa del Mbutuy se celebra el 30 de agosto, en honor de la patrona que le diera nombre Santa Rosa. 
Posee una actividad denominada agosto cultural que lleva ya 15 años realizándose, que consiste en una competencia entre los alumnos de los colegios, en la modalidades del conocimiento, arte y cultura. Agosto cultural fue fundada por la Prof. Zunilda Toledo.